# フレッド・トランプ3世
フレデリック・クライスト・"フリッツ"・トランプ3世（Frederick Crist "Fritz" Trump III, 1962年11月 - ）は、アメリカ合衆国の作家、障害者支援者である。彼はフレッド・トランプ・ジュニアの息子、メアリー・L・トランプの兄、元アメリカ合衆国大統領のドナルド・トランプの甥である。

## 生い立ち
フレッド・クライスト・トランプ3世は、1962年11月にマンハッタンで、客室乗務員であるリンダ・リア・クラップ（Linda Lea Clapp）と不動産開発業者のフレッッド・トランプ・シニアの息子でトランス・ワールド航空のパイロットであるフレッド・トランプ・ジュニアのあいだに生まれた。彼の妹は心理学者で作家のメアリー・L・トランプである。

## 教育とキャリア
トランプはリーハイ大学を卒業した。彼はファースト・ウィンスロップ・コーポレーションやクッシュマン・アンド・ウェイクフィールドといった不動産会社で働いた経験がある。
トランプは回想録『All in the Family: The Trumps and How We Got This Way』を執筆している。これには叔父のドナルド・トランプや家長である祖父のフレッド・トランプ・シニアとの経験が詳細に書かれている。彼はこの本が2024年アメリカ合衆国大統領選挙の投票結果に影響を与えることを期待しており、2024年7月30日に出版された。

## 私生活
トランプはコネチカット州に妻のリサ・ベス・トランプ（Lisa Beth Trump, 旧姓: ロラント《Lorant》）と共に暮らしている。夫妻はクリストファー（Cristopher）、アンドレア（Andrea）、ウィリアム（William）の3子をもうけており、末息子のウィリアムは遺伝子変異のKCNQ2と発作性疾患を抱えており、生涯にわたって介護を必要としている。フレッド3世は、ドナルド・トランプがウィリアムを死なせるように指示したと主張している。
ドナルド・トランプの大統領在任中にフレッド3世は、第1次トランプ政権や知的障害者大統領委員会と面会した。
こうしたコネクションがあるにもかかわらず、フレッド3世は叔父のドナルドに投票したことはない。彼は2016年アメリカ合衆国大統領選挙ではヒラリー・クリントン、2020年アメリカ合衆国大統領選挙ではジョー・バイデンに投票した。彼は叔父に疑惑を呈した後、2024年アメリカ合衆国大統領選挙でカマラ・ハリスの支持を支持した。